# Jhené Aiko
Jhené Aiko Efuru Chilombo (Los Angeles, Califórnia, 16 de março de 1988), conhecida artisticamente como Jhené Aiko, é uma cantora e compositora americana. Embarcou no mundo musical ao colaborar em vários videoclipes do grupo de R&B B2K. Era conhecida, naquela época, por ser prima do membro do grupo, Lil' Fizz, que foi negado posteriormente qualquer relação familiar com o cantor. A ligação familiar entre os artistas foi uma estratégia de marketing feito pela Sony Music e Epic Records, com a intenção de promover o trabalho do grupo. Em 2003, Aiko esteve prestes a lançar seu primeiro álbum, My Name Is Jhené, através da Sony Music, The Ultimate Group e Epic Records, mas não ocorreu devido a preocupação da cantora em continuar sua educação na época.
Em março de 2011, retornou à música com o projeto "Sailing Soul(s)". Em 16 de dezembro de 2011, assinou um contrato com o produtor musical No I.D., para a gravadora ARTium, distribuída pela Def Jam. Em 2013, apareceu no single Beware, do rapper Big Sean, juntamente com Lil Wayne. A canção entrou para o top 40 da Billboard Hot 100 dos Estados Unidos. Em novembro de 2013, lançou seu primeiro projeto musical referente ao recente contrato, um EP intitulado como "Sail Out". O EP teve como singles "3:16AM", "Bed Peace" e "The Worst". O último dos três singles recebeu a certificação de platina pela Recording Industry of America. Em 9 de setembro, lançou o álbum Sail Out. Em 6 de abril de 2020, lançou Chilombo, seu terceiro álbum de estúdio, que recebeu três indicações ao Grammmy Award, incluindo o álbum do ano.

## Vida
Nasceu e foi criada em Ladera Heights, na Califórnia, recebendo ensino doméstico. Fez aulas de canto em Culver City, na Califórnia, mas parou ao descobrir sua gravidez. É filha de pais divorciados Christina Yamamoto e do pediatra Dr. Kamoro Chilombo, atualmente divorciados. É irmã da cantora de R&B Mila J. Aos dezesseis anos, foi batizada na igreja evangélica Igreja do Evangelho Quadrangular. De 2005 a 2008, namorou o cantor O'Ryan. Aos vinte anos, em 19 de novembro de 2008, deu à luz sua filha Namiko Love. Em 27 de agosto de 2013, Aiko envolveu-se numa colisão em Los Angeles, acompanhada da filha Namiko, da irmã mais velha Miyoko e O'Ryan. No acidente, Aiko teve o pulso e dentes quebrados, além de escoriações no queixo.  Em 16 de março de 2016, Aiko e o produtor Dot da Genius anunciaram o casamento. Em 9 de agosto de 2016, divorciou de Dot devido às diferenças irreconciliáveis do matrimônio. Desde 2016, a cantora namora o rapper americano Big Sean. Em 2016, foi classificada como a Celebridade Vegetariana Mais Sexy do Ano pela PETA, posando posteriormente nua para a campanha "Drop the Fur".

## Carreira musical

### 2002–2011: início da carreira
iniciou sua carreira musical contribuindo para vários lançamentos do grupo B2K, assim como para a trilha sonora do filme Mestre do Disfarce. Em 2002, assinou um contrato com a gravadora The Ultimate Group por meio do empresário Chris Stokes. Era conhecida pelo grau de parentesco com o rapper Lil' Fizz, mas foi descoberto que a informação era uma estratégia de marketing feito pela Sony, The Ultimate Records e Epic Records. Colaborou em cinco de oito faixas do EP do B2K, B2K: The Remixes - Volume 1. A canção "Santa Baby", gravada como cover pela cantora, também apareceu no álbum do grupo, Santa Hooked Me Up. Apareceu, em seguida, no segundo álbum de estúdio do grupo B2K, Pandemonium!, como artista convidada. A canção "Dog" apareceu como faixa bônus do álbum.
A cantora apareceu em inúmeros videoclipes, incluindo Take It Slow, de O'yanm Uh Uh e Why I Love You, do grupo B2K, Same Ol' Same Ol' (Remix), da banda P.Y.T.,  "M.A.S.T.E.R. (Part 2)", da banda Play e Blow Ya Whistle", de Lil' Fizz e MOrgan Smith em 2004. As cantores de aparecem em filmes como Barbershop, Mestre do Disfarce, Entre Nessa Dança, A Família Radical e Byou. Lançou um videoclipe para o single "NO L.O.V.E" aos seus 15 anos. O álbum My Name Is estava prestes a ser lançado, mas foi adiado pois a cantora decidiu continuar com os seus estudos. Em 2007, retornou à música, dizendo que "pouco antes de dar  luz à minha filha, voltei para a música e fiz uma reunião com uma gravadora. Na reunião, disseram para eu me "vender". Decidi, portanto, navegar na música ao invés de vender o meu trabalho.
Em 16 de março de 2011, lançou um mixtape intitulado como "Sailing Soul(s)", através do seu próprio site.  A mixtape contou com a colaboração de Miguel, Drake, Kanye West e outros artistas. Para promover o trabalho, juntou-se ao cantor Miguel, em uma turnê privada gratuita, em 15 de julho do mesmo ano. On October 21, 2012 Aiko released a music video for the song "My Mine". Em 21 de outubro de 2012, lançou o videoclipe da canção My Mine e, em seguida, um videoclipe para a canção "Stranger". Em 2011, trabalhou com a gravadora independente Carson Top Dawg Entertainment com. Lançou o EP Sail out em 2013, com a participação de Schoolboy Q e Ab-Soul.

### 2012-2014:Sail OuteSouled Out

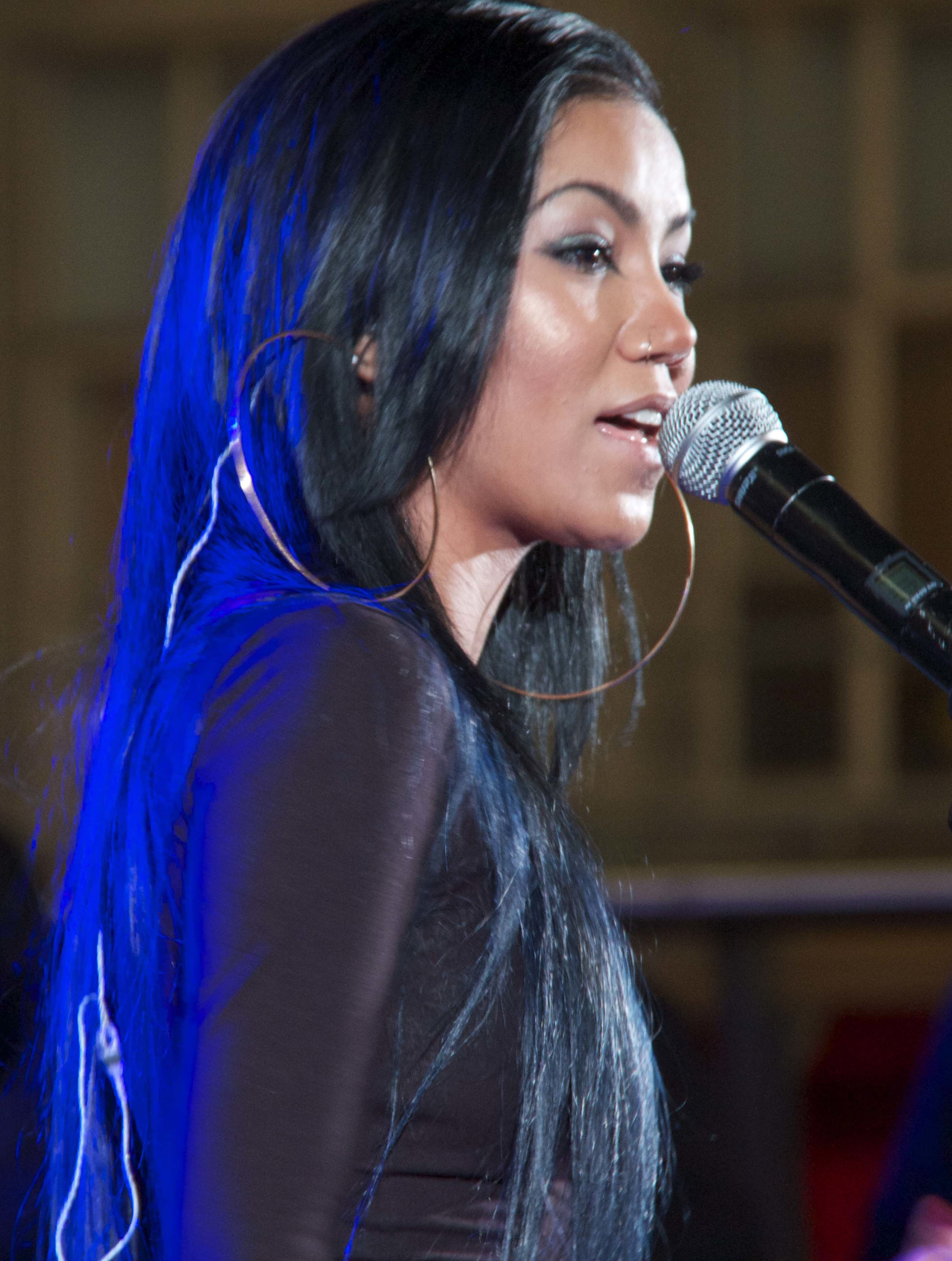
Apresentação de no The Manifesto Year 7, em 22 de setembro de 2013, no Canadá

Em 2012, Aiko se encontrou com o produtor e vice-presidente da A&R Def Jam, No I.D., assinalando um contrato para gravação de um álbum na Atrium Records. A faixa "3:16 AM", lançada em 4 de setembro de 2012, no iTunes. A música foi lançada como o primeiro single do álbum "Sail Out". No mesmo ano, esteve presente na turnê Life Is Good/Black Rage, encabeçada pelo rapper Nas e pela cantora Lauryn Hill. Em julho de 2013, participou da canção "Beware" de Big Sean, tornando-se a primeira canção a entrar na Billboard Hot 100 dos Estados Unidos. Em outubro de 2013, revelou que participa das aberturas dos shows da turnê "Would You Like a Tour?", do rapper Drake.
A cantora lançou o seu EP de estreia, "Sail Out", em 12 de novembro de 2013. O EP estreou na oitava posição da Billboard 200 dos Estados Unidos, com 34 mil cópias vendidas na primeira semana de lançamento. Em 14 de janeiro de 2014, "The Worst" foi categorizado como o terceiro single do álbum. Em 2 de maio de 2014, Aiko tornou-se a primeira artista feminina a superar o gráfico de liderança da Airplay Mainstream R&B/Hip-Hop, superando Jazmine Sullivan em 2008. O terceiro single atingiu a Billboard Hot 100 dos Estados Unidos na 43ª posição, além de alcançar o 11º lugar na Billboard R&B/Hip-Hop Songs dos Estados Unidos.
Em 18 de janeiro de 2014, Aiko apareceu no Saturday Night Live, performando a canção "From Time" com Drake. Em uma entrevista à revista VIBE, em janeiro de 2014, anunciou o lançamento do seu álbum "Souled Out", para maio de 2014. Em 16 de março de 2014, Aiko lançou uma música intitulada de "My Afternoon Dream", produzida por Key Wane, além de um videoclipe com a participação de Krissy. Em 23 de junho de 2014, lançou "To Love & Die" como single principal do álbum. Após o lançamento, a canção atingiu a quadragésima posição na Billboard R&B/Hip-Hop Songs. Em 26 de junho de 2014, o cantor e compositor canadense The Weeknd, anunciou que faria a turnê "King of the Fall Tour" por toda a América para promover o seu álbum. Aiko e o rapper Schoolboy Q foram confirmados como participantes da turnê.
Após o período de três anos de gravação, Aiko lançou Souled Out, seu álbum de estreia em [[8 de março de 2014. Estreando na terceira posição da Billboard 200, o álbum vendeu 70 mil cópias na primeira semana de lançamento, duplicando as vendas de Sailout. Nos Estados Unidos, estreou na Billboard R&B/Hip-Hop Albums e conseguiu o êxito de 121.012 cópias em vendas.  O álbum lançou mais três singles, tendo lançado "The Pressure" em 18 de julho de 2014. A canção estreou na vigésima quinta posição das Billboard R&B/Hip-Hop Songs.

## Discografia

### Álbuns de estúdio
- Souled Out (2014)
- Trip (2017)
- Chilombo (2020)

### Álbuns em colaboração
- Twenty88 (com Big Sean)

## Turnês

### Turnês como artista principal
- Enter the Void Tour (2014)
- Trip (The Tour) (2017–2018)
- The Magic Hour Tour (2020)

### Ato de abertura
- J. Cole – Forest Hills Drive Tour (2014–2015)
- Drake – Would You Like a Tour? (2013–2014)
- The Weeknd – King of the Fall Tour (2014)
- Snoop Dogg e Wiz Khalifa – The High Road Summer Tour (2016)
- Lana Del Rey – LA to the Moon Tour (2018)
- Beyoncé e Jay-Z – On the Run II Tour (2018)[75]

## Prêmios e indicações
| Ano  | Indicação | Categoria                             | Resultado | Ref.   |
| ---- | --------- | ------------------------------------- | --------- | ------ |
| 2014 | Ela mesma | Artista Feminina de Soul/R&B Favorita | Indicada  | [ 76 ] |
| 2020 | Ela mesma | Artista Feminina de Soul/R&B Favorita | Indicada  | [ 77 ] |

| Ano  | Indicação   | Categoria                      | Resultado | Ref.   |
| ---- | ----------- | ------------------------------ | --------- | ------ |
| 2014 | "The Worst" | Centric Award                  | Venceu    | [ 78 ] |
| 2014 | "The Worst" | Coca-Cola Viewers Choice Award | Indicada  | [ 78 ] |
| 2014 | Ela mesma   | Best Female R&B Artist         | Indicada  | [ 78 ] |
| 2015 | Ela mesma   | Best Female R&B Artist         | Indicada  | [ 79 ] |
| 2020 | Ela mesma   | Best Female R&B Artist         | Indicada  | [ 80 ] |

| Ano  | Indicação                               | Categoria                         | Resultado | Ref.   |
| ---- | --------------------------------------- | --------------------------------- | --------- | ------ |
| 2015 | "The Worst"                             | Melhor Canção de R&B              | Indicada  | [ 81 ] |
| 2015 | "Sail Out"                              | Melhor Álbum Urbano Contemporâneo | Indicada  | [ 82 ] |
| 2015 | "Blak Majik (com Common)                | Melhor Colaboração Rap/Cantado    | Indicada  | [ 83 ] |
| 2021 | "Chilombo"                              | Álbum do Ano                      | Indicada  | [ 84 ] |
| 2021 | "Chilombo"                              | Melhor Álbum de R&B Progressivo   | Indicada  | [ 85 ] |
| 2021 | "Lightning & Thunder" (com John Legend) | Melhor Performance de R&B         | Indicada  | [ 86 ] |

| Ano  | Indicação           | Categoria                                              | Resultado | Ref.   |
| ---- | ------------------- | ------------------------------------------------------ | --------- | ------ |
| 2021 | "Chilombo"          | Outstanding Album                                      | Venceu    | [ 87 ] |
| 2021 | "B.S." (com H.E.R.) | Outstanding Duo, Group or Collaboration (Contemporary) | Indicada  | [ 88 ] |
| 2021 | "B.S." (com H.E.R.) | Outstanding Soul/R&B Song                              | Indicada  | [ 89 ] |

| Ano  | Indicação   | Categorias                                 | Resultado | Ref.   |
| ---- | ----------- | ------------------------------------------ | --------- | ------ |
| 2014 | "The Worst" | Video of The Year                          | Indicada  | [ 90 ] |
| 2014 | Ela mesma   | The Ashford and Simpson Songwriter's Award | Indicada  | [ 91 ] |
| 2014 | Ela mesma   | Best New Artist                            | Indicada  | [ 92 ] |
| 2020 | Ela mesma   | Best R&B/Soul Female Artist                | Indicada  | [ 93 ] |
| 2020 | Chilombo    | Album of the Year                          | Indicada  | [ 94 ] |